# Gemelli (makaron)
Gemelli (dosł. bliźniaki) – rodzaj włoskiego makaronu w formie dwóch zwiniętych razem wstążek, stosowany najczęściej do zapiekanek lub sałatek makaronowych.
W istocie wstążki są zlepione i tworzą jeden kawałek ciasta, wyglądem zbliżony do fusilli.